# ダーク・サイモンズ
ダーク・サイモンズ（ディルク・シモンズ、Dirk Sijmons、1949年 - ）は、オランダ人ランドスケープアーキテクト。アメルスフォールトのH + N + S Landschapsarchitectenのディレクターを務める。
2004年から2008年まで、オランダの最初のステートメント・ランドスケープアーキテクトとなる。

## 経歴
1977年にデルフト工科大学建築学科を卒業し、2008年に、母校建築学部における環境デザインの教授を務め、2012年から建築学部都市計画部門のランドスケープ専攻教授に就任。 
ディレクターとしては、観光や水と景観とエネルギー関連施設の景など幅広いテーマを包括した、注目度の高いプロジェクトに関わる。
2001年にH + N + S でアプライドアートのプリンス・ベルンハルト・Cultuurfonds賞を受賞。
2002年には、空間計画への多大な貢献によりロッテルダム・マーズカント賞を受賞。 2007年、オランダで文化的権威あるエドガー・Doncker賞を受賞。
週の半分はH + N + Sでの活動も続けるが、キャリアフォーカスは現在、教授職に移行している。
2011年にランドスケープ担当の新教授としての地位を占め、2012年の春に就任。2014年まで建築学部で任期を残している教授クレメンス.M.ステーンベルヘンから引き継ぐ。また出版を記念して、ステーンベルヘンでは2011年シンポジウムで、最新の著書でアーバンランドスケープ・アーキテクチャーを発表している。 
デルフト工科大学建築学部の教育研究に自分自身のキャリアをしっかりと風景ダイナミクスを確立するよう努力する傍ら前任者の仕事を継承するが、その焦点の一つにランドスケープ・マスタートラックを拡大することとしており、デルフト工科大学で土木工学と地球科学学部ととワーゲニンゲン大学との共同作業をすることになるだろうと明示している。